# Những cuộc phiêu lưu của nhà quý tộc Florisel
Những cuộc phiêu lưu của nhà quý tộc Florisel (tiếng Nga: Приключения принца Флоризеля), hay Câu lạc bộ tự tử, hay Những cuộc phiêu lưu của một nhân vật không tước vị (tiếng Nga: Клуб самоубийц, или Приключения титулованной особы) là một bộ phim phiêu lưu - hài hước của đạo diễn Yevgeny Tatarsky, ra mắt lần đầu năm 1979.
Truyện phim dựa theo các tiểu thuyết Câu lạc bộ tự tử và Viên kim cương của tiểu vương Ấn Độ của nhà văn Robert Louis Stevenson.

## Diễn viên
- Oleg Dal... Nhà quý tộc Bacardi Florisel
- Donatas Banionis... Nick Nichols (Hội trưởng "Câu lạc bộ tự tử")
- Igor Dmitryev... Đại tá Geraldin
- Lyubov Polishchuk... Janette
- Valentin Golubenko... Sam

## Ê-kíp
- Thiết kế sản xuất: Isaak Kaplan
- Âm thanh: Konstantin Lashkov